# Comuna Babina Greda, Vukovar-Srijem
Babina Greda este o comună în cantonul Vukovar-Srijem, Croația, având o populație de 3.572 de locuitori (2011).

## Demografie
Componența etnică a comunei Babina Greda
     Croați (99,27%)
     Necunoscut (0,03%)
     Neclasificat (0,62%)
Componența confesională a comunei Babina Greda
     Catolici (98,52%)
     Necunoscută (0,39%)
     Alte religii (1,09%)
Conform recensământului din 2011, comuna Babina Greda avea 3.572 de locuitori. Din punct de vedere etnic, majoritatea locuitorilor (99,27%) erau croați. Apartenența etnică nu este cunoscută în cazul a 0,03% din locuitori. Din punct de vedere confesional, majoritatea locuitorilor (98,52%) erau catolici. Pentru 0,39% din locuitori nu este cunoscută apartenența confesională.